# Lago de Garda
El lago de Garda o lago de Benaco es el mayor lago italiano y uno de los más afamados lagos turísticos del norte de Italia. Tiene una superficie de 372 km², con una longitud de 51,7 km y una anchura de 17,4 km, y se encuentra aproximadamente a 65 m s. n. m., al pie de los Alpes. Es un lago glaciar que se formó al final de la última glaciación.

## Ubicación
El lago de Garda se ubica en el norte de Italia, entre los Alpes y la llanura padana, a unos 25 km al oeste de Verona y unos 27 km al este de Brescia. Tres regiones (con sus respectivas provincias) se reparten el lago:
- al norte: Trentino - Alto Adigio (provincia de Trento)
- al oeste y suroeste: Lombardía (provincia de Brescia)
- al este y sureste: Véneto (provincia de Verona).

## Geomorfología
La parte septentrional del lago es alargada y estrecha. Está rodeada de montañas que pertenecen en su mayoría al grupo del Baldo. Esta forma es típica de un valle fluvial: se supone que esta parte del lago ha sido creada por la acción del río Sarca, el principal afluente.
La parte meridional, más ancha y redondeada, fue creada por el movimiento y deshielo de un glaciar en la Era Neozoica, que también formó, alrededor del lago, numerosos valles glaciares. El único emisario del lago es el río Mincio en la orilla sur.
En la parte nordeste del lago se levantan las montañas del Baldo con cimas que alcanzan algo más de los 2.000 m: Punta Telégrafo (2.200 m), Cima Valdritta (2.218 m), Cima del Longino (2.179 m), Monte Altissimo di Nago (2.079 m), etc. La orilla noroeste presenta también numerosas formaciones montañosas, aunque de menor altura (de 1.200 a 1.600 m en su mayoría): Monte Denervo (1.461 m), Monte Traversole (1.441 m), Monte Carone (1.621 m), Cima Valdes (1.577 m), etc.
La parte sur presenta, en contraparte, numerosos valles como el valle del Ledro o el valle de Toscolano y un litoral más variado, configurado por algunas pequeñas bahías como la de Saló, numerosas puntas y la península de Sirmione en la parte más meridional.

### Islas
El lago cuenta con ocho islas pequeñas:
- la Isla de Garda enfrente de San Felice es la mayor;
- los islotes de Altare y Stella al sur de la anterior;
- la isla San Biagio y la Coniglio están en la bahía de Manerba;
- la isla Trimelone enfrente de la villa de Cassone;
- Val di Sogno y Olivo se encuentran cerca de Malcesine.

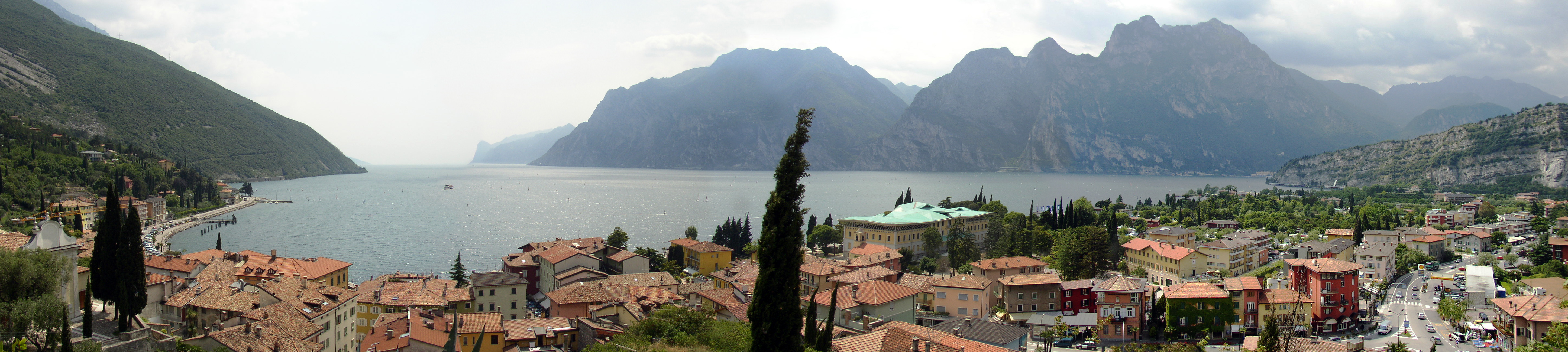
Lago di Garda.

## Sistema hidrológico
Numerosas corrientes acuíferas (ríos, rieras y arroyos) que nacen en las montañas circundantes desembocan en el lago. El principal afluente es el Sarca que nace en las faldas del monte Mandrone (3.283m) del grupo montañoso de Adamello, antesala de los Alpes, y que después de recorrer 78 km desemboca en el puerto de Torbole.
Otros afluentes del lago son los ríos Ponale, San Giovanni, Campione, Toscolano y Barbarano en la parte occidental. En la parte oriental desembocan muchas corrientes de poca longitud.
El Mincio es el único río que nace en el lago (emisario), en la localidad más meridional, Peschiera del Garda. Después de recorrer 75 km por la llanura lombarda desemboca en el río Po, cerca de Mantua.

## Clima
El clima es mediterráneo y suave, lo que ha contribuido, aparte de la belleza paisajística, a hacer del Lago de Garda una importante meta turística internacional. La temperatura media anual es de 12,5 °C, oscilando entre los 1,5 °C en enero y los 23 °C en julio. Las precipitaciones son abundantes (850 mm anuales) y bien repartidas todo el año. Debido al efecto térmico del Ora por las tardes se registran regularmente corrientes de aire a través del lago, por lo que el lago es muy apreciado por los amantes de deportes de viento.

## Flora y fauna
La vegetación reinante alrededor del lago es mediterránea: cipreses, cedros, adelfas, olivos  y, en menor medida, palmeras de la especie Trachycarpus fortunei.
La riqueza acuífera del lago incluye a una treintena de especies de peces, entre las principales: Alosa agone, Alborella, Anguila, Barbo plebejus, Carpa, Cavedano, Espinoso, Gardì, Lota, Lucio, Perca europea, Tenca, Trucha, Triotto, Vairone, Farra, Perca sol y el Black bass.
El carpione (Salmo carpio) es un pez endémico del lago, en grave peligro de extinción.

## Agricultura
Alrededor del lago se puede hablar de dos zonas de cultivo: al norte la vid y al sur y oeste el olivo y los cítricos.

### Producción vinícola
Garda es una región con denominación de origen (D.O.) que produce vinos comerciales y de calidad en las tres variantes: blanco, tinto y rosado. Esta región abarca 25 comunidades en la Provincia de Brescia, 6 en la de Mantua y 40 en la de Verona. Las principales zonas de la D.O. son Riviera del Garda Bresciano, Lugana, San Martino della Battaglia y Bardolino.

## Localidades en el lago de Garda
| Lombardía | Veneto                                                                                                | Trentino-Alto Adigio                    |
| --- | --- | --------------------------------------- |
| - Limone sul Garda - Campione del Garda - Gargnano - Toscolano Maderno - Gardone Riviera - Saló - San Felice del Benaco - Manerba del Garda - Moniga del Garda - Polpenazze del Garda - Puegnago sul Garda - Soiano del Lago - Padenghe sul Garda - Lonato del Garda - Desenzano del Garda - Sirmione | - Peschiera del Garda - Lazise - Bardolino - Garda - Torri del Benaco - Porto di Brenzone - Malcesine | - Riva del Garda - Linfanetto - Torbole |

## Fotogalería

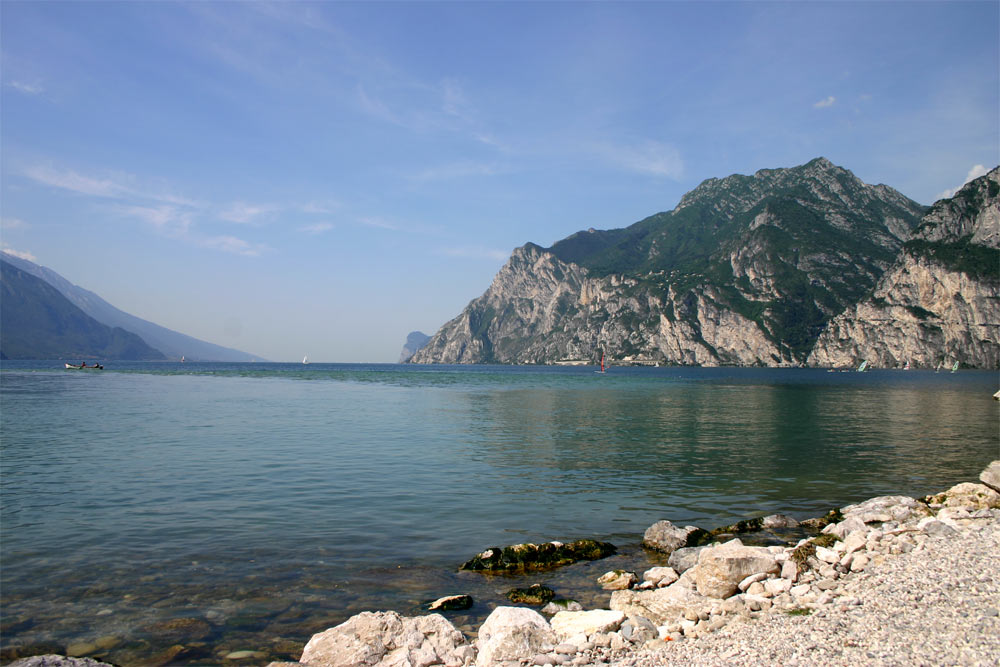
Lago de Garda, una vista desde Torbole
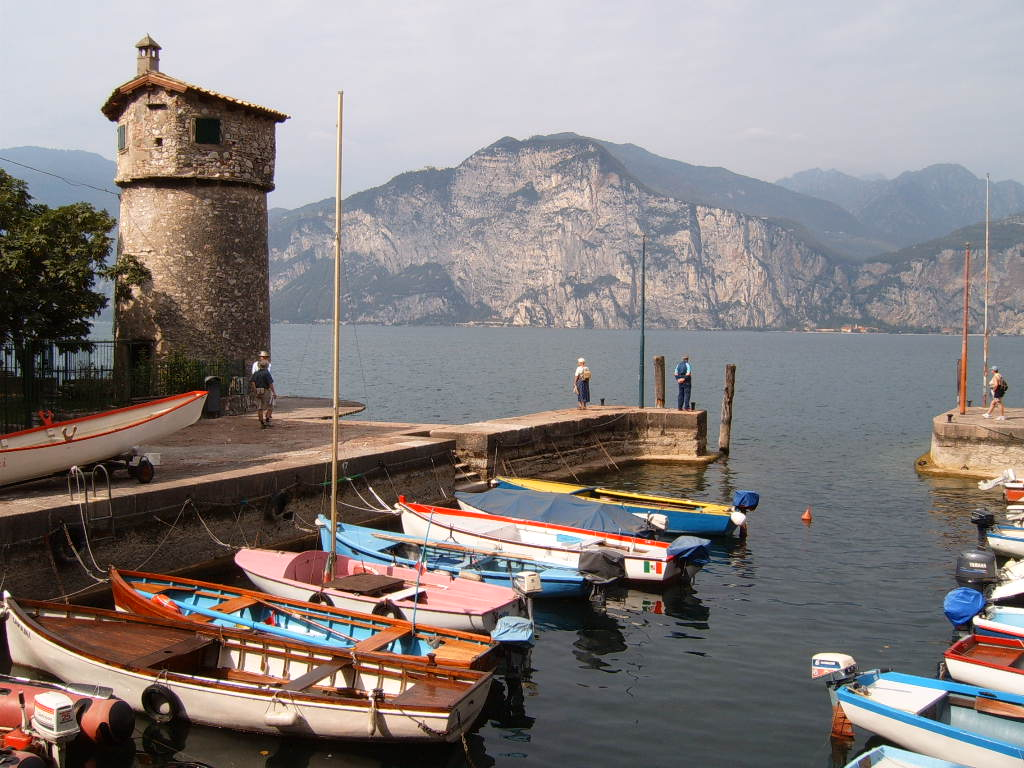
Malcesine
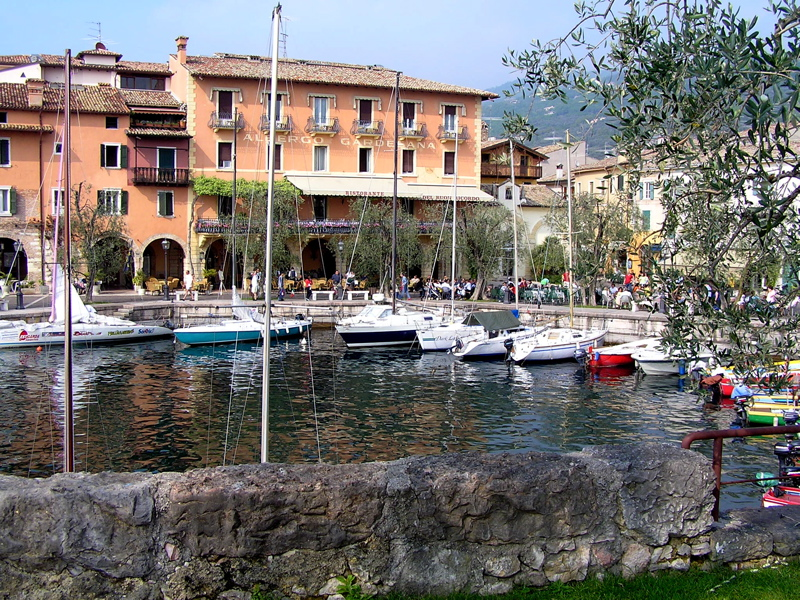
Puerto de Torri del Benaco
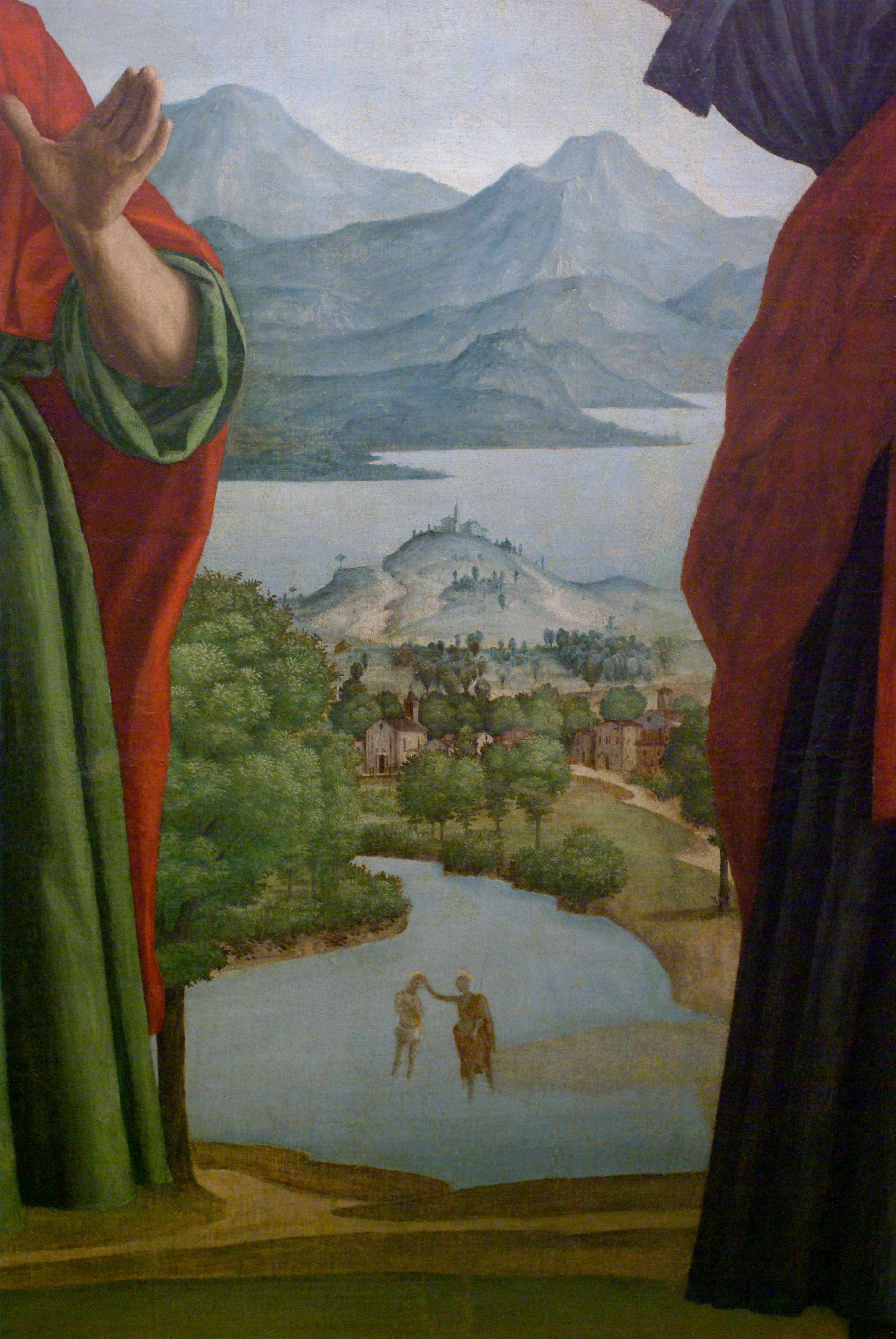
Vista de la parte meridional del lago, obra de Girolamo dai Libri, 1533.